# Matterhorn Peak (California)
Il Matterhorn Peak si trova nella catena montuosa Sierra Nevada, nella Contea di Mono, nello stato della California negli USA.

## Caratteristiche
La cima del monte si trova sul confine nord del parco nazionale Yosemite National Park e raggiunge la quota di 3.744 m s.l.m., il che la rende la cima più alta della cresta del Sawtooth Ridge. Inoltre è, tra la montagne che superano i 3.700 m, quella più a nord tra tutte quella del Sierra Nevada. Sul massiccio del Matterhorn si trova anche il ghiacciaio più a nord della Sierra. Il nome della cima deriva chiaramente dal nome del Cervino, montagna delle Alpi che si trova sul confine tra Svizzera e Italia. Il Matterhorn Peak si trova vicino alle cime Twin Peaks e Whorl Mountain.

## Curiosità
Nel libro I vagabondi del Dharma l'autore Jack Kerouac descrive la scalata alla cima del Matterhorn Peak del protagonista Ray col suo amico Japhy.